# دييغو لوز
دييغو لوز (بالإسبانية: Diego Luz)‏ هو لاعب كرة قدم أوروغواياني في مركز الهجوم، ولد في 3 يوليو 1990.

## وصلات خارجية
- دييغو لوز على موقع قاعدة بيانات كرة القدم.إي يو (الإنجليزية)
- دييغو لوز على موقع Soccerway.com (الإنجليزية)